# Верховский, Глеб Евгеньевич
Глеб Евге́ньевич Верхо́вский (23 октября 1888, Санкт-Петербург, Российская империя — 11 апреля 1935, Чикаго, США) — священник католической церкви византийского обряда, участник Первого и учредительного Петроградского собора 1917 года, работал в Русском апостолате, деятель Русского Зарубежья.

## Биография
Родился в русской дворянской семье в Санкт-Петербурге, учился в Императорской Академии художеств, состоял в художественном объединении «Мир искусства».
В результате влияния философа Владимира Соловьёва в 1909 году перешел в католичество. Выехал во Львов, где поступил учиться в Студитский научный институт, ректором которого в это время был будущий экзарх Апостольского экзархата России Леонид Фёдоров, продолжил образование у иезуитов Бельгии под руководством Мишеля д’Эрбиньи.
Рукоположен в сан священника в 1915 году епископом Михаилом Мировым, экзархом Болгарской католической церкви. Служил в Санкт-Петербурге, участник Первого собора Российской греко-католической церкви. В период с 1918 года по 1921 год Верховский жил во Львове и в Киеве, где участвовал в работе «Общества святого Льва Великого». 
С 1922 года — в эмиграции в Турции, где работал в Миссии иезуитов в Константинополе. Среди последователей Верховского были будущие священники Павел Гречишкин и Владимир Длузский. С 1923 года назначен настоятелем русского католического прихода при церкви Святого креста в Праге, в 1924 году участвовал в IV Конгрессе в Велеграде.
В 1925 году переехал в США, где служил в Иллинойсе в юрисдикции УГКЦ. Скончался 11 апреля 1935 года в Чикаго.

## Труды
- отец Глеб Верховский. Русская католическая миссия в Константинополе Архивная копия от 30 января 2013 на Wayback Machine